# Oncideres dorsomaculata
Oncideres dorsomaculata es una especie de escarabajo longicornio de la subfamilia Lamiinae. Fue descrita científicamente por Noguera en 1993.
Se distribuye por México. Posee una longitud corporal de 9,3-13,3 milímetros. El período de vuelo de esta especie ocurre en los meses de julio y octubre.